# Johann Götschl
Johann Götschl (* 14. Juli 1939 in Leoben, Steiermark) ist ein österreichischer Philosoph und Wissenschaftstheoretiker. Er ist Universitätsprofessor im Ruhestand an der Karl-Franzens-Universität Graz.

## Leben
Götschl entstammt einer Arbeiterfamilie aus der Obersteiermark. Nach seiner Schulzeit wurde er 1953–1956 zum Industrieschweißer ausgebildet und arbeitete bis 1964 als Industrieschlosser. Seine Musiklehrerin erkannte seine Begabung und förderte sein Interesse an einer weiterführenden Ausbildung. 1964 legte er die Externistenmatura ab und begann im gleichen Jahr als Werkstudent ein Studium der Philosophie und Physik, das er 1971 mit der Promotion zum Dr. phil. abgeschlossen hat.

### Akademische Laufbahn
1971 wurde Götschl Assistent am Institut für Philosophie der Karl-Franzens-Universität Graz sowie 1972 Lektor für Philosophie und Wissenschaftstheorie an der Technischen Universität Graz. 1978 wurde er wissenschaftlicher Leiter des Ludwig Boltzmann Instituts für Wissenschaftsforschung und Herausgeber der Zeitschrift für Wissenschaftsforschung.
1979 habilitierte er sich für Philosophie mit besonderer Berücksichtigung der Wissenschaftstheorie mit einer Arbeit über Struktur und Aufbau wissenschaftlicher Theorien und wurde 1981 zum Extraordinarius für Philosophie und Wissenschaftstheorie der Naturwissenschaften an der Universität Graz berufen.
Weiters ist er seit 1995 Lektor für Philosophie und Wissenschaftstheorie an der Technischen Universität Wien und seit 1998 Lektor an der Universität Wien für Soziologie und Psychologie der Technik. Außerdem ist Götschl Visiting Professor an der Donau-Universität Krems und Honorarprofessor für das Fach Wissenschaftstheorie an der Technischen Universität Graz. Er ist Mitglied der Kommission des gemeinsamen Research-PhD-Programms der Donau-Universität Krems und der Leeds Metropolitan University.

### Weitere Tätigkeiten
- 1987–1997 Vorsitzender des Wissenschaftlichen Beirates der Steirischen Forschungsgesellschaft Joanneum Research
- seit 1993 Mitglied im Editorial Board von Theory and Decision Library, Series A: Philosophy and Methodology of the Social Sciences, Kluwer Academic Publishers, Dordrecht/Boston/London
- 1995–1997 Vorsitzender des Steirischen Fachhochschulbeirates für den Aufbau von Fachhochschulen in der Steiermark
- seit 1995 Mitglied im Editorial Board der Zeitschrift Evolution and Cognition
- seit 1998 Vorsitzender des Wissenschaftlichen Beirates des Österreichischen Forschungszentrums Arsenal Research, Wien
- seit Mai 2002 Mitglied der Leibniz-Sozietät, Berlin.
- Chairman der Commission for Scientific Integrity and Ethics an der Technischen Universität Graz
- Mitglied des wissenschaftlichen Beirats am Department für Interaktive Medien und Bildungstechnologien der Donau-Universität Krems
- Gastprofessuren (Auswahl): University of Colorado Boulder (1976/1984); Humboldt-Universität (1984); TU Braunschweig (1987);  Universität Düsseldorf (1989); University of Minnesota (1992); New School for Social Research, New York (1996), University of Arkansas at Little Rock (2000).

### Auszeichnungen und Mitgliedschaften
(Auswahl)
- 1974: Theodor-Körner-Preis[2]
- 2002: Mitglied der Leibniz-Sozietät

## Philosophie
Basierend auf seinen Forschungsschwerpunkten:
- Philosophie und Methodologie der Naturwissenschaften, insbesondere der Physik
- Struktur, Aufbau und Dynamik empirischer Wissenschaften
- Philosophie und Methodologie der Theorien der Evolution und Selbstorganisation
- Interdisziplinäre Zugänge zur Vermittlung zwischen den Natur- und Sozialwissenschaften
- Aufbau einer allgemeinen Theorie von Realität unter Orientierung am Denkansatz eines hyperkritischen Realismus
- Neue Voraussetzungen der Wissenserzeugung in der Wissensgesellschaft

bildet für Götschl die Darlegung der existentiellen und kulturellen Bedeutung von (insbesondere wissenschaftlichem) Wissen und das Erkennen des Humangehalts von Wissenschaft den Kernpunkt seiner Forschungen.
Da die Einheit der Wissenschaften nicht realisierbar zu sein scheint, erfolgt die Suche nach dem Humangehalt von wissenschaftlichem Wissen über die heuristische These der Einheit von Erkenntnis. In dieser Einheit kann sich das Verständnis für die untrennbare Zusammengehörigkeit von Mensch und Natur entfalten. Wissenschaftliche Kreativität und wissenschaftliches Wissen – im Netzwerk von Theorie und Erfahrung gesehen – scheinen für die Evolution zu einer gerechteren Gesellschaft das größte Potential zu enthalten.
Wissenschaftliches Wissen ist nicht separierbar von interdisziplinärem, transdisziplinärem Wissen und von Philosophie, sondern es ist davon auszugehen, dass zwischen Wissenschaft und Philosophie ein Kontinuum existiert, in dem und aus dem heraus sich die unterschiedlichen Weltbilder und Lebensformen bilden und realisieren. Die permanente philosophische Durchdringung von Wissenschaft und Technologie stellt zwar noch nicht den gesuchten Humangehalt selbst dar, ist aber eine unverzichtbare Quelle für Humanitätsgewinn.
Zum Beginn des 21. Jahrhunderts ringt der Mensch mehr denn je um besser begründbare Orientierungen. Informatisierung, Kybernetisierung, Cyberspace und Internet können sowohl Hoffnungen wie auch Befürchtungen verstärken. Vier entscheidende Wissenschaftsrevolutionen des 20. Jahrhunderts haben Mensch und Gesellschaft dramatisch verändert: 1. Physik (Relativitätstheorie, Quantenphysik, Astrophysik), 2. Genetik (Gentechnologie), 3. Informatik, 4. Neurowissenschaft (Gehirnforschung). Zentral für die unmittelbare Gegenwart ist die Einsicht, dass die Computergalaxis (als Pendant und im Gegensatz zur Gutenberggalaxis) dabei ist, die menschliche und außermenschliche Welt in ein dynamisches Meganetz zu verwandeln. Behandelt werden dabei die Fragen, ob dadurch die personale Identität in Auflösung begriffen ist, ob das Menschsein auf informatorisch-kalkulierbare Datensysteme  reduziert wird bzw. ob Entwicklung und Humanität neu zueinander in Beziehung zu setzen sind. Diese Fragen sind nach Götschl entscheidend, um für die mittlere Zukunft zu einer eher optimistischen oder pessimistischen Bewertung zu gelangen.

## Werke
- Evolution and progress in democracies. Towards new foundations of a knowledge society. (Hrsg.) Dordrecht, Boston, London 2001, ISBN 978-1-4020-0063-8.
- Interdisziplinarität und Kooperation. Grundlage für die Verbesserung der Zusammenarbeit von Wissenschafts- und Innovationssystemen. Studie im Auftrag des Bundesministeriums für Wissenschaft und Verkehr, Typoskript, Wien 2000.
- Erkenntnis und Humanität: Werner Leinfellner in realen und virtuellen Gesprächen mit Johann Götschl und Franz M. Wuketits. Wien 1998, ISBN 3-85429-163-9.
- Mit Leidenschaft, Verantwortungsgefühl und rationalem Augenmaß – Christoph Klauser. Herausgegeben mit Herbert Nichols-Schweiger, Graz 1996.
- Revolutionary Changes in Unterstanding Man and Society (Scopes and Limits). (Hrsg.) Dordrecht, Boston, London 1995, ISBN 0-7923-3627-5.
- Erwin Schrödinger´s World View. The Dynamics of Knowledge and Reality. Dordrecht, Boston, London 1992, ISBN 0-7923-1694-0.
- Naturwissenschaft gegen Esoterik. Johann Götschl; Arnold Keyserling. Moderation Franz Kreuzer. Graz 1989, ISBN 3-900918-08-2, (online).
- Wissenschaftlicher Fortschritt und die Bedingungen für Humanitätsgewinn. Aspekte eines Humanismus der wissenschaftlich-technischen Kultur. In: ZS f. Wissenschaftsforschung Bd. 4/1988, Heft 2.
- Herausforderungen an der Jahrtausendwende: Gesellschaft im Wandel von Wirtschaft und Wissenschaft. (Hrsg.)  Wien 1986, ISBN 3-85429-056-X.
- Der sozialdemokratische Intellektuelle: Analysen, Bewertungen, Perspektiven. (Hrsg.) Wien 1983, ISBN 3-85429-012-8.
- Struktur und Aufbau wissenschaftlicher Theorien. (phil. Habilitationsschrift) Graz 1979.
- Beobachtungsprädikate und theoretische Systeme. (phil. Dissertation) Graz 1971.